# Rétroinhibition
La rétroinhibition se produit lors d'une réaction enzymatique. Si le produit final s'accumule, il va exercer une régulation négative sur une enzyme allostérique de sa voie de biosynthèse. C'est le processus inverse de la rétroactivation, moins courante dans les processus biologiques.